# برنارد ویفیان
برنارد ویفیان (انگلیسی: Bernard Vifian; ۱۶ دسامبر ۱۹۴۴ – ۱۸ ژوئن ۲۰۱۲) دوچرخه‌سوار اهل سوئیس بود.